# 午夜嬉戲
午夜嬉戲，是由美国音乐人马丁·约翰逊在2017年創辦的個人音樂項目。这一项目起源于约翰逊希望在音乐中表达自己的真实个性。2018年9月，午夜嬉戲发布了同名首张专辑，该专辑进入了德国的专辑榜单，并最高排第31名；2021年3月，第二张专辑发布。午夜嬉戲曾获得2018年度彩虹电台奖最佳国际新人。

## 历史

### 2014年-2016年：早期准备
2014年，马丁·约翰逊在男生愛女生表演多年后开始从台前转向幕后，为艾薇兒·拉維尼、克里斯蒂娜·佩里等歌手创作歌曲。虽然创作出了一些热门歌曲，但约翰逊无法感到年轻时在台前表演带给他的那种能量。不甘于创作无法展现自己个性的作品，约翰逊开始利用这段空闲时间来探索自己想要的东西。在这一过程中，曾协助高堤耶制作音乐的弗朗索瓦·泰塔兹（Francois Tetaz）给予了约翰逊较大的灵感。与之合作后，约翰逊为个人项目创作了三十首非常满意的歌曲。而约翰逊希望自己的音乐不是为了吸引大众的好评，而是真正靠音乐本身说话，为此他有一年没有抛头露面。尽管如此，约翰逊之后仍表示自己在最初着手新项目时事实上比自己过往的任何作品都在乎他人的评价，并为此费尽了心思。

### 2017年-2019年：《》

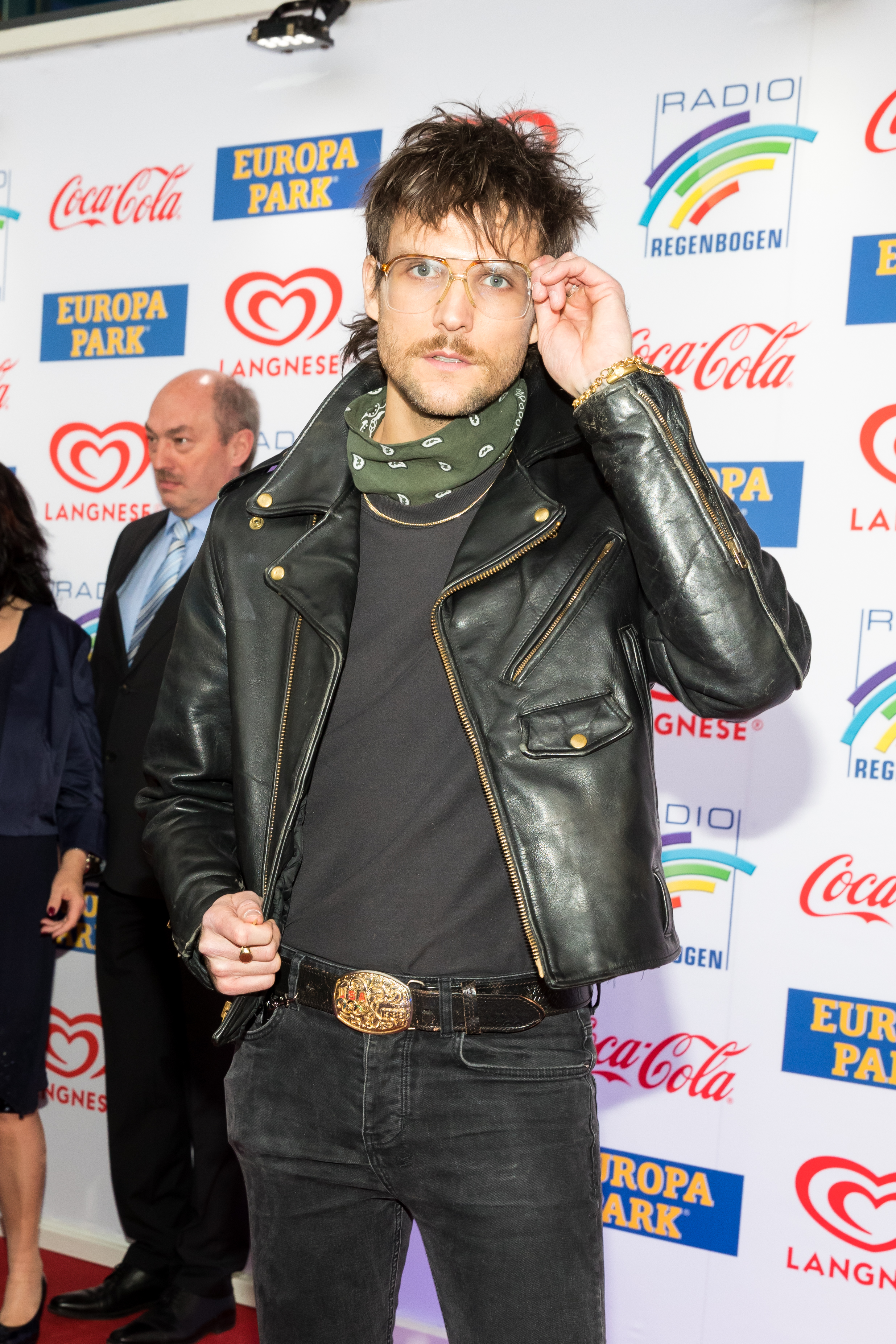
2019年4月12日，午夜嬉戲参加彩虹电台颁奖典礼。

2017年4月12日，约翰逊首次以“午夜嬉戲”的名义发行了自己新个人项目的第一张单曲。“午夜嬉戲”这一名称是约翰逊在便利贴上随手写出的，源于约翰逊对保罗·西蒙的喜爱，取自西蒙的同名歌曲。而则是一首具有1980年代风格的流行搖滾歌曲，高堤耶加入了歌曲的和声。歌曲在发行后即登上Spotify周五新歌推荐。約翰·梅爾听到这首歌曲后邀请约翰逊加入他的巡演去表演。约翰逊接受了请求，在2017年的夏天在梅爾的巡演中进行了14场的开场表演。而由于的成功，午夜嬉戲在美国和欧洲分别与新視鏡唱片和暈眩唱片签约。9月29日，午夜嬉戲的第二张单曲发布。歌曲取材自约翰逊在布鲁克林表演的经历，他认为这段时期为他的灰暗生活注入了亮光。这首歌曲在奥地利单曲榜最高达到了47名。之后，午夜嬉戲与凱戈合作的歌曲《Kids in Love》作为凱戈第二张录音室专辑《絕對狂愛》的首张单曲发行，并进入了多国的音乐榜单。歌曲的歌词表达了成长的过程以及年少恋爱的感觉，取材自约翰逊在麻萨诸塞州的经历，用一个女生比喻了让不快逝去的感受。而午夜嬉戲自己也发布了歌曲融合80年代合成器音乐和轻钢琴伴奏的慢版。
2018年春季，午夜嬉戲进行了十几场演出。在这些演出中，午夜嬉戲与澳大利亚吉他手麒麟卡里納合作，并表演了一些尚未发行的歌曲。5月25日，午夜嬉戲发布了新单曲，这首歌原本是一首派对歌曲，但是在从纳什维尔到洛杉矶的开车旅途中，约翰逊发现这首歌遗漏了许多人，于是歌曲最终围绕着蓝领工人阶级与美国梦的幻灭展开。为了使这首歌曲完美，约翰逊对歌曲重制了四次。在发布新单曲的同时，约翰逊亦宣布午夜嬉戲的首张同名专辑将于9月7日发行。8月24日，由樂團Chairlift主唱卡罗琳·波拉切克客串，根据约翰逊与前女友约会经历创作出的新单曲发行。9月7日，专辑如期发行，共收录了11首歌曲。专辑的全部歌曲与首次推出的歌曲一样，都具有80年代风格的轻快摇滚节奏。专辑的歌曲取自约翰逊与他在低谷时期遇见的一个起初不愿透露自己过往经历，但后来对约翰逊敞开心扉的女生的对话。而的音乐视频则由约翰逊过往的许多照片拼接而成，表达了约翰逊对过去的怀念。由未被采用的一些原始音频剪辑而成，原定为专辑的开场曲。是专辑第一首创作，但最后一首录制的歌曲，约翰逊起初认为它更适合其他人，但最终因为这是自己的经历，决定自己去演唱。的灵感则来源于约翰逊家乡附近的汉普顿海滩。是专辑唯一一首作词先于作曲的歌曲，原本是约翰逊日记的内容，后改编为一首歌。则表达了约翰逊离开洛杉矶的愿望。这张专辑在德国专辑榜上最高取得了第31名的排位。为宣传专辑，午夜嬉戲于9月到11月中旬期间在欧洲和北美举办了巡回演唱会，并在10月助阵圣露西（St. Lucia）进行八场演出。
2018年，午夜嬉戲获得了该年度彩虹电台奖最佳国际新人奖。

### 2020年-2021年：《》
2020年开始，午夜嬉戲陆续发布了11首歌曲，这些歌曲共同组成了第二张录音室专辑。2021年2月5日，最后一首歌曲发行。3月5日，午夜嬉戲的第二张录音室专辑透過约翰逊自己的厂牌真我约翰逊唱片（Real Johnson Records）正式发行。专辑名称的灵感源于约翰逊20多岁时的艰难日子，取名为是取自狗的寿命比人短得多这一事实。约翰逊原本将其作为歌曲名，但最终他认为更适合作为专辑的标题。与上一张专辑一样，这张专辑依旧具有1980年代的怀旧风格。而談及製作這張專輯的感想時，约翰逊认为在这张专辑中，自己相对于上一张专辑的状态更加放松，“只是希望与朋友做一些酷的东西”。专辑的许多歌曲主题围绕着约翰逊告别洛杉矶与应对年岁增长遇到的问题展开。专辑的开场曲插入了新闻和老式访谈音频。则与约翰逊“生命中最沮丧的时刻”相关，表达了他不愿意停留在自己音乐舒适区的情感。歌曲则与埃爾·金合作，将洛杉矶的约会描述为一个“深不见底的流沙地狱”，让约翰逊和金都产生了共鸣。而类似主题的歌曲还有，这首歌的灵感源自音乐剧，在这首歌曲中，约翰逊亦融合了他在洛杉矶约会时的挫折感和经历。由约翰逊与萨姆·霍兰德尔合作创作，为纪念在约翰逊16岁时去世的母亲。歌曲的结尾部分加入爱尔兰音乐元素则是出于约翰逊的母亲对爱尔兰音乐的热爱。
2021年，午夜嬉戲亦与槍炮英雄樂團合作，推出了单曲，收录于槍炮英雄樂團的第6张录音室专辑中。

## 作品列表

### 专辑
| 《》                                | - 发行日期：2018年9月7日 - 厂牌：新視鏡唱片 - 发行形式：CD、數位下載、LP、流媒体     | 31 |
| 《》                                | - 发行日期：2021年3月5日 - 厂牌：真我约翰逊唱片 - 发行形式：CD、數位下載、LP、流媒体 | -  |
| “—”表示在该地区未发行或未进入榜单。 |                                                                                      |    |

### 单曲
作为主唱艺人
| 《》                                                          | 2017年 | -  | 《》       |
| 《Kids in Love》                                              | 2017年 | -  | 《》       |
| 《》                                                          | 2018年 | 47 | 《》       |
| 《It's the End of the World as We Know It (And I Feel Fine)》 | 2018年 | -  | 非专辑单曲 |
| 《》                                                          | 2018年 | -  | 《》       |
| 《》                                                          | 2018年 | -  | 《》       |
| 《》                                                          | 2020年 | -  | 《》       |
| 《》                                                          | 2020年 | -  | 《》       |
| 《》                                                          | 2020年 | -  | 《》       |
| 《》                                                          | 2020年 | -  | 《》       |
| 《》                                                          | 2020年 | -  | 《》       |
| 《》                                                          | 2021年 | -  | 《》       |
| “—”表示在该地区未发行或未进入榜单。                           |        |    |            |

作为客串艺人
| 标题                                   | 年份   | 最高排位    | 最高排位 | 最高排位 | 最高排位                  | 最高排位 | 最高排位 | 最高排位 | 最高排位 | 最高排位 | 最高排位 | 最高排位 | 专辑         |
| 标题                                   | 年份   | 美国 榜外榜 | 澳大利亚 | 奥地利   | 比利时 （法兰德斯） Tip榜 | 加拿大   | 德国     | 挪威     | 葡萄牙   | 瑞典     | 瑞士     | 英國     | 专辑         |
| -------------------------------------- | ------ | ----------- | -------- | -------- | ------------------------- | -------- | -------- | -------- | -------- | -------- | -------- | -------- | ------------ |
| 《Kids in Love》 （凱戈 午夜嬉戲客串） | 2017年 | 22          | 94       | 52       | 10                        | 73       | 90       | 8        | 83       | 19       | 33       | 99       | 《絕對狂愛》 |
| 《》 （槍炮英雄樂團 午夜嬉戲客串）     | 2021年 | -           | -        | -        | -                         | -        | -        | -        | -        | -        | -        | -        | 《》         |
| “—”表示在该地区未发行或未进入榜单。    |        |             |          |          |                           |          |          |          |          |          |          |          |              |

## 奖项与提名
| 奖项       | 年份   | 提名     | 分类           | 结果 | 参考来源 |
| ---------- | ------ | -------- | -------------- | ---- | -------- |
| 彩虹电台奖 | 2018年 | 午夜嬉戲 | 2018年国际新人 | 獲獎 | [ 15 ]   |

## 注解
1. ↑  台湾引进同名专辑时译作“午夜嬉戲樂團”[1]，但多个来源显示，这是马丁·约翰逊的独立个人项目[2][3][4]。
2. ↑  此处为午夜嬉戲单独发行的版本。